# Gracilicera monticola
Gracilicera monticola là một loài ruồi trong họ Tachinidae.